# Лісно (озеро)
Лі́сно (біл. Лісна) — невелике озеро в Верхньодвінському районі Вітебської області Білорусі. Північний берег є кордоном з Росією, але озеро повністю належить Білорусі.

## Географія
Озеро розташоване за 43 км на північний схід від міста Верхньодвінськ, на висоті 124 м над рівнем моря. Озеро проточне, через нього протікає річка Свольна, права притока Західної Двіни. Окрім того до озера через струмки стікають навколишні озера. Тип озера — евтрофне, неглибоке.
Довжина озера — 7,8 км, ширина — 3,1 км, площа — 15,71 км². Озеро неглибоке, максимальна глибина — 6,1 м, об'єм води — 40,29 млн. м³. Прозорість води — 100 см. Узбережжя заросле очеретом, місцями болотисте. Має два острови, загальною площею 0,74 км², на південному сході виділяється півострів Лисинянський.
На берегах озера розташовані села Білорусі — Денисенки, Залуччя, Лісно.